# Dinandougou
Dinandougou est une commune rurale malienne de l'arrondissement de Kénenkoun, dans le cercle de Koulikoro, et la région de Koulikoro, elle a pour chef-lieu la localité de Kénékoun.

## Géographie
La commune s'étend sur la rive droite du fleuve Niger.

## Villages
La commune s'étend sur 28 localités relevées lors du recensement général de 2009. 
Les villages les plus peuplés sont :
- Kénenkoun (4 095 habitants) ;
- Kamani (2 049 habitants) ;
- N'Gounando (1 268 habitants).